# Данієла Ріф
Даніела Ріф (29 травня 1987, Золотурн) — швейцарська тріатлоністка. Багаторазова чемпіонка світу на дистанціях «Ironman» і «Ironman 70.3». Учасниця літніх Олімпійських ігор у Пекіні (2008) і Лондоні (2012). Дворазова переможниця світових першостей в естафеті. Чемпіонка світу на олімпійській дистанції серед молоді. Переможниця юніорських чемпіонатів Європи.

## Біографія
Тріатлоном почала займатися у школі. Чотириразова чемпіонка країни серед юніорів. Двічі була найсильнішою серед юніорок в Європі і чемпіонкою світу в естафеті (дуатлон). З 2007 року — професіональна спортсменка. Наступного сезону стала найсильнішою на молодіжній першості світу. Серед її головних конкуренток були українки Олеся Пристайко (4 місто) і Юлія Єлістратова (7). Перемога найьому турніру дала перепустку на Олімпійські ігри. Протягом всієї дистанції у Пекіні перебувала у групі лідерів у фінішувала на 7-му місці з відставанням від бронзової призерки Емми Моффатт у 45 секунд.
В наступні роки двічі ставала чемпіонкою світу в естафеті. 2009 року йшла безкомпромісна боротьба за «золото» з австралійцями. Данієла Ріф показала кращий результат ніж безпосередня суперниця Емма Сноусілл, але більшу частину дистанції лідирували представники «Зеленого континенту». І лише на фініші Лукасу Сальвісбергу вдалося обійти опонента. У серпні 2010 року виступала на двох чемпіонатах світу в Лозанні. Спочатку здобула бронзову медаль на спринтерській дистанції (кращі результати у Лізи Нурден і Емми Моффатт). Наступного дня показала кращий результат на першому етапі естафети, а закріпила успіх Нікола Шпіріг. Чоловіки Руді Вільд і Свен Рідерер прималися у групі лідерів, але і цього вистачило для загальної перемоги.
На олімпійському турнірі у Лондоні показала 40-й результат і це спонукало її до участі в змаганнях на більші відстані. 

## Досягнення
- Чемпіонка світу на дистанції Ironman (4): 2015, 2016, 2017, 2018
- Чемпіонка світу на дистанції Ironman 70.3 (5): 2014, 2015, 2017, 2018, 2019
- Чемпіонка світу в естафеті (2): 2009, 2010
- Чемпіонка світу серед молоді (1): 2008

## Спортивні нагороди
- Спортсменка року у Швейцарії (2): 2015[3], 2018[4]
- Найкраща тріатлоністка Швейцарії (1): 2016[5]

## Статистика

### Олімпійська дистанція і спринт
Найкращі виступи:
| Дата            | Місце | Назва турніру                                 | Місто                | Час        | Примітки                                                                    |
| --------------- | ----- | --------------------------------------------- | -------------------- | ---------- | --------------------------------------------------------------------------- |
| 20 липня 2003   | 2     | Чемпіонат Європи (юніори, естафета)           | Дьйор                | 00:38:32   | За Швейцарію також виступали Мелані Васер і Надін Штайнер.                  |
| 3 липня 2003    | 1     | Чемпіонат світу з дуатлону (юніори, естафета) | Аффольтерн-ам-Альбіс | 01:18:02   | В індивідуальному заліку 5 місце.                                           |
| 3 липня 2004    | 1     | Чемпіонат Європи (юніори)                     | Лозанна              | 01:07:43   |                                                                             |
| 5 липня 2004    | 2     | Чемпіонат Європи (юніори, естафета)           | Маріна ді Монтальто  | 00:28:57   | За Швейцарію також виступали Мелані Суньє і Мартіна Ван Берке.              |
| 23 липня 2005   | 1     | Чемпіонат Європи (юніори)                     | Александруполіс      | 01:01:38   |                                                                             |
| 7 травня 2006   | 2     | Кубок Європи                                  | Александруполіс      | 02:03:11   |                                                                             |
| 13 серпня 2006  | 9     | Кубок світу                                   | Тисауйварош          | 01:57:45   |                                                                             |
| 1 вересня 2007  | 35    | Чемпіонат світу                               | Гамбург              | 01:58:45   |                                                                             |
| 2007            | 67    | Кубок світу                                   | 1 турнір             | 11 балів   |                                                                             |
| 6 квітня 2008   | 4     | Кубок світу                                   | Нью-Плімут           | 02:01:48   | Переможниця етапу Емма Моффатт фінішувала раніше на 47 секунд.              |
| 13 квітня 2008  | 7     | Кубок світу                                   | Ішігакі              | 02:06:20   |                                                                             |
| 25 травня 2008  | 3     | Кубок світу                                   | Мадрид               | 02:06:10   |                                                                             |
| 8 червня 2008   | 1     | Молодіжний чемпіонат світу                    | Ванкувер             | 02:09:30   |                                                                             |
| 18 серпня 2008  | 7     | Олімпійські ігри 2008                         | Пекін                | 02:00:40   | Олімпійська чемпіонка Емма Сноусілл.                                        |
| 2008            | 13    | Кубок світу                                   | 5 турнірів           | 118 балів  |                                                                             |
| 29 березня 2009 | 3     | Кубок світу                                   | Мулулаба             | 02:03:02   |                                                                             |
| 11 квітня 2009  | 8     | Світова серія                                 | Мадрид               | 02:06:52   |                                                                             |
| 20 червня 2009  | 3     | Світова серія                                 | Вашингтон            | 02:01:01   |                                                                             |
| 27 червня 2009  | 10    | Елітний кубок                                 | Де-Мойн              | 02:02:59   |                                                                             |
| 28 червня 2009  | 1     | Чемпіонат світу (естафета)                    | Де-Мойн              | 00:21:00   | За Швейцарію також виступали: Магалі Мессмер, Лукас Сальвісберг, Руді Вільд |
| 25 липня 2009   | 3     | Світова серія                                 | Гамбург              | 01:57:39   |                                                                             |
| 2009            | 4     | Світова серія                                 | загалом              | 3187 балів |                                                                             |
| 15 серпня 2010  | 6     | Світова серія                                 | Лондон               | 01:54:57   |                                                                             |
| 13 вересня 2010 | 6     | Світова серія                                 | Голд-Кост            | 02:00:21   |                                                                             |
| 11 квітня 2010  | 9     | Світова серія                                 | Сідней               | 02:05:06   |                                                                             |
| 8 травня 2010   | 1     | Світова серія                                 | Сеул                 | 02:01:00   |                                                                             |
| 13 червня 2010  | 10    | Елітний кубок                                 | Де-Мойн              | 02:01:38   |                                                                             |
| 21 серпня 2010  | 3     | Чемпіонат світу (спринт)                      | Лозанна              | 00:58:51   | плавання — 750 м, велосопед — 20 км, біг — 5 км.                            |
| 22 серпня 2010  | 1     | Чемпіонат світу (естафета)                    | Лозанна              | 00:18:52   | За Швейцарію також виступали: Нікола Шпіріг, Свен Рідерер, Руді Вільд.      |
| 2010            | 12    | Світова серія                                 | загалом              | 2346 балів |                                                                             |
| 27 березня 2011 | 6     | Кубок світу                                   | Мулулаба             | 02:04:29   |                                                                             |
| 2011            | 51    | Світова серія                                 | загалом              | 607 балів  |                                                                             |
| 25 березня 2012 | 6     | Кубок світу                                   | Мулулаба             | 02:05:30   |                                                                             |
| 10 червня 2012  | 1     | 5150 Klagenfurt                               | Клагенфурт           | 02:00:12   |                                                                             |
| 4 серпня 2012   | 40    | Олімпійські ігри 2012                         | Лондон               | 02:06:37   | Олімпійська чемпіонка Нікола Шпіріг                                         |
| 2012            | 93    | Світова серія                                 | загалом              | 282 бала   |                                                                             |
| 23 вересня 2012 | 1     | London Triathlon                              | Лондон               | 02:01:05   |                                                                             |
| 14 квітня 2013  | 3     | Pro Sprint Triathlon                          | Wallisellen          | 00:50:07   | плавання — 600 м, велосопед — 15 км, біг — 4 км.                            |
| 8 червня 2013   | 2     | Zytturm-Triathlon                             | Цуг                  | 00:50:02   |                                                                             |
| 27 липня 2013   | 2     | 5150 Zurich                                   | Цюрих                |            | 5150 European Championship                                                  |
| 25 серпня 2013  | 3     | Life Time Chicago Triathlon                   | Чикаго               | 02:06:52   |                                                                             |
| 26 липня 2014   | 1     | 5150 Zurich                                   | Цюрих                | 01:58:08   | 5150 European Championship                                                  |
| 29 липня 2017   | 1     | 5150 Zurich                                   | Цюрих                | 01:57:39   |                                                                             |
| 28 липня 2018   | 1     | 5150 Zurich                                   | Цюрих                | 01:56:18   |                                                                             |

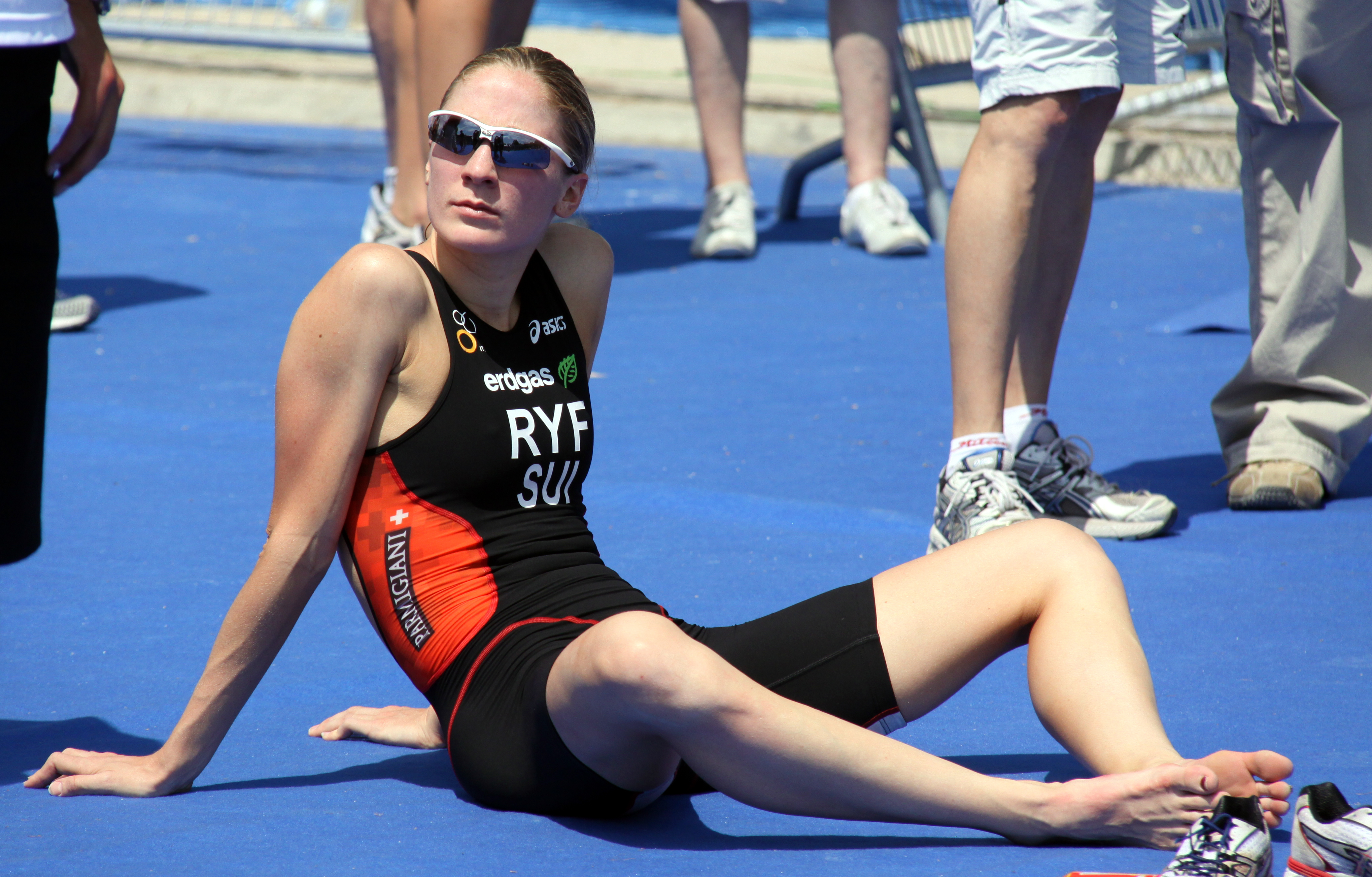
Етап Світової серії в Мадриді (2010).
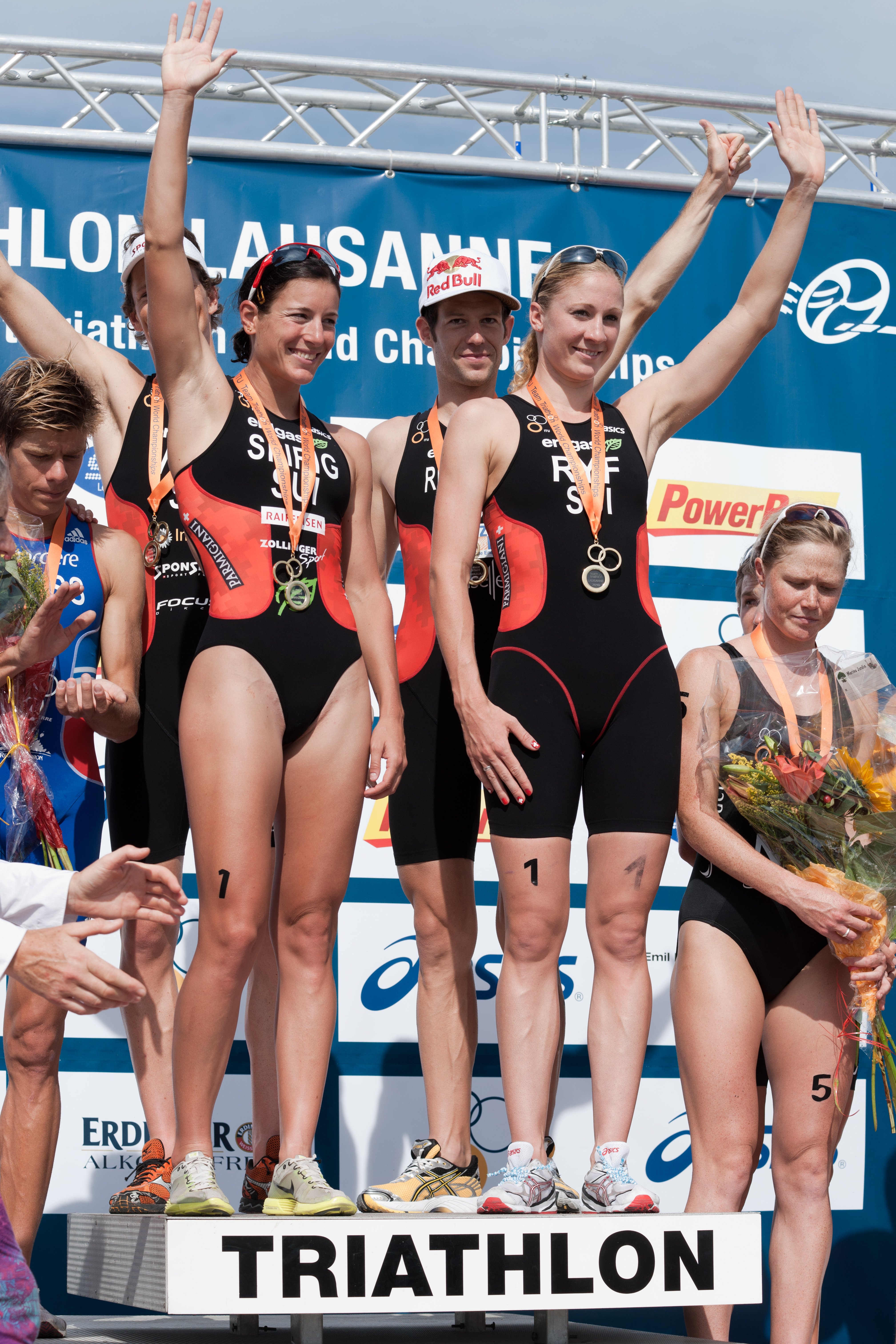
Чемпіонат світу 2010 року в естафеті:Давид Осс (Франція), Руді Вільд, Нікола Шпіріг, Свен Рідерер, Данієла Ріф, Кейт Макілрой[en] (Нова Зеландія).

### Ironman 70.3
| Дата              | Місце | Назва турніру              | Місто         | Час      | Примітки |  |
| ----------------- | ----- | -------------------------- | ------------- | -------- | --- |  |
| 26 травня 2013    | 9     | Ironman 70.3 Austria       | Санкт-Пельтен | 04:02:50 | Через непогоду змагання провели без плавання (дуатлон).                                                                    |  |
| 11 серпня 2013    | 1     | Ironman 70.3 Germany       | Вісбаден      | 04:31:04 | Чемпіонка Європи з рекордом змагань.                                                                                       |  |
| 8 вересня 2013    | 6     | Чемпіонат світу            | Лас-Вегас     | 04:28:46 | Чемпіонка Мелісса Гошільдт                                                                                                 |  |
| 22 вересня 2013   | 3     | Ironman 70.3 Cozumel       | Косумель      | 04:15:38 | Чемпіонка Аннабель Люксфорд.                                                                                               |  |
| 1 червня 2014     | 1     | Ironman 70.3 Switzerland   | Рапперсвіль   | 04:00:14 | Особистий рекорд на дистанції.                                                                                             |  |
| 10 серпня 2014    | 1     | Ironman 70.3 Germany       | Вісбаден      | 04:26:12 | Чемпіонка Європи з рекордом змагань.                                                                                       |  |
| 7 вересня 2014    | 1     | Чемпіонат світу            | Мон-Трамблан  | 04:09:19 | |  |
| 27 лютого 2015    | 1     | Challenge Dubai            | Дубай         | 04:05:01 | Переможниця першого етапу серії «Challenge Triple-Crown-Serie» з відривом у 4 хв. від найближчої конкурентки Гізер Вуртел. |  |
| 25 квітня 2015    | 1     | Challenge Fuerteventura    | Фуертевентура | 04:20:33 | |  |
| 9 травня 2015     | 1     | Ironman 70.3 Mallorca      | Alcúdia       | 04:17:25 | Новий рекорд змагання |  |
| 7 червня 2015     | 1     | Ironman 70.3 Switzerland   | Рапперсвіль   | 04:08:43 | |  |
| 30 серпня 2015    | 1     | Чемпіонат світу            | Целль-ам-Зее  | 04:11:34 | чемпіонат світу входить до серії «Challenge Triple-Crown-Serie»                                                            |  |
| 5 грудня 2015     | 1     | Ironman 70.3 Bahrain       | Манама        | 03:28:20 | третій турнір серії "Challenge Triple-Crown-Serie"через непогоду пройшов без плавання.                                     |  |
| 29 січня 2016     | 1     | Ironman 70.3 Dubai         | Дубай         | 04:01:09 | Перший етап серії «Challenge Triple-Crown-Serie»                                                                           |  |
| 5 червня 2016     | 1     | Ironman 70.3 Switzerland   | Рапперсвіль   | 04:09:54 | Другий етап серії «Challenge Triple-Crown-Serie»                                                                           |  |
| 4 вересня 2016    | 4     | Чемпіонат світу            | Мулулаба      | 04:14:09 | Чемпіонка Голлі Лоуренс.                                                                                                   |  |
| 27 січня 2017     | 1     | Ironman 70.3 Dubai         | Дубай         | 04:01:40 | |  |
| 22 квітня 2017    | 3     | Challenge Gran Canaria     | Моган         | 04:38:35 | |  |
| 11 червня 2017    | 1     | Ironman 70.3 Switzerland   | Рапперсвіль   |          | Четверта постіль перемога на турнірі.                                                                                      |  |
| 20 серпня 2017    | 1     | Allgäu Triathlon           | Імменштадт    | 04:03:35 | |  |
| 9 вересня 2017    | 1     | Чемпіонат світу            | Чаттануґа     | 04:11:59 | |  |
| 25 листопада 2017 | 3     | Ironman 70.3 Bahrain       | Манама        | 04:06:14 | |  |
| 10 червня 2018    | 1     | Ironman 70.3 Switzerland   | Рапперсвіль   | 04:00:54 | Четверта постіль перемога на турнірі з відривом у 15 хв. від другого призера і на 20 хв. від третього.                     |  |
| 5 серпня 2018     | 1     | Ironman 70.3 Gdynia        | Гдиня         | 03:57:54 | |  |
| 1 вересня 2018    | 1     | Чемпіонат світу            | Порт-Елізабет | 04:01:13 | |  |
| 6 квітня 2019     | 1     | Ironman 70.3 California    | Оушенсайд     | 04:09:19 | Новий рекорд змагання. |  |
| 2 червня 2019     | 1     | Ironman 70.3 Switzerland   | Рапперсвіль   | 04:08:34 | Шоста постіль перемога на турнірі.                                                                                         |  |
| 25 серпня 2019    | 1     | Trans Vorarlberg Triathlon | Брегенц       | 04:01:47 | |  |
| 7 вересня 2019    | 1     | Чемпіонат світу            | Ніцца         | 04:23:04 | П'ятиразова чемпіонка світу.                                                                                               |  |

### Ironman
| Дата           | Місце | Назва турніру             | Місто         | Час      | Примітки |
| -------------- | ----- | ------------------------- | ------------- | -------- | --- |
| 27 липня 2014  | 1     | Ironman Switzerland       | Цюрих         | 09:13    | У дебютному змаганні «Ironman» стала переможницею. На день раніше показала найкращий час на турнірі «5150 European Championship». |
| 24 серпня 2014 | 1     | Ironman Copenhagen        | Копенгаген    | 08:53:33 | |
| 11 жовтня 2014 | 2     | Чемпіонат світу           | Гаваї         | 09:02:57 | Фінішувала через дві хвилини після чемпіонки Міранді Карфрі.                                                                      |
| 5 липня 2015   | 1     | Ironman Germany           | Франкфурт     | 08:51:00 | Чемпіонка Європи з рекордний результатом                                                                                          |
| 10 жовтня 2015 | 1     | Чемпіонат світу           | Гаваї         | 08:57:57 | |
| 3 липня 2016   | DNF   | Ironman Germany           | Франкфурт     | –        | |
| 17 липня 2016  | 1     | Challenge Roth            | Рот           | 08:22:04 | Особистий рекорд, фінішувала з відривом у 20 хв. від Керрі Лестер.                                                                |
| 24 липня 2016  | 1     | Ironman Switzerland       | Цюрих         | 08:53:49 | zweiter Sieg auf der Langdistanz innerhalb einer Woche — mit neuem Streckenrekord auf der neuen Streckenführung                   |
| 8 жовтня 2016  | 1     | Чемпіонат світу           | Гаваї         | 08:46:46 | erfolgreiche Titelverteidigung mit neuem Streckenrekord und fast 24 Minuten Vorsprung auf die Zweitplatzierte                     |
| 2 квітня 2017  | 1     | Ironman South Africa      | Порт-Елізабет | 08:47:01 | |
| 9 липня 2017   | 1     | Challenge Roth            | Рот           | 08:40:03 | |
| 14 жовтня 2017 | 1     | Чемпіонат світу           | Гаваї         | 08:50:47 | dritter Sieg in Folge |
| 8 липня 2018   | 1     | Ironman Germany           | Франкфурт     | 08:38:44 | Siegerin der Ironman European Championships mit neuem Streckenrekord                                                              |
| 13 жовтня 2018 | 1     | Чемпіонат світу           | Гаваї         | 08:26:16 | vierter Sieg in Folge mit neuem Streckenrekord                                                                                    |
| 27 квітня 2019 | 1     | Ironman Texas             | Зе-Вудлендс   | 08:37:48 | |
| 7 липня 2019   | 1     | Ironman Austria           | Клагенфурт    | 08:52:20 | |
| 25 липня 2019  | 1     | Triathlon EDF Alpe d'Huez | Альп д'Юез    | 06:15:57 | плавання — 2,2 км, велосипед — 118 км, біг — 20 км.                                                                               |
| 12 жовтня 2019 | 13    | Чемпіонат світу           | Гаваї         | 09:14:26 | |

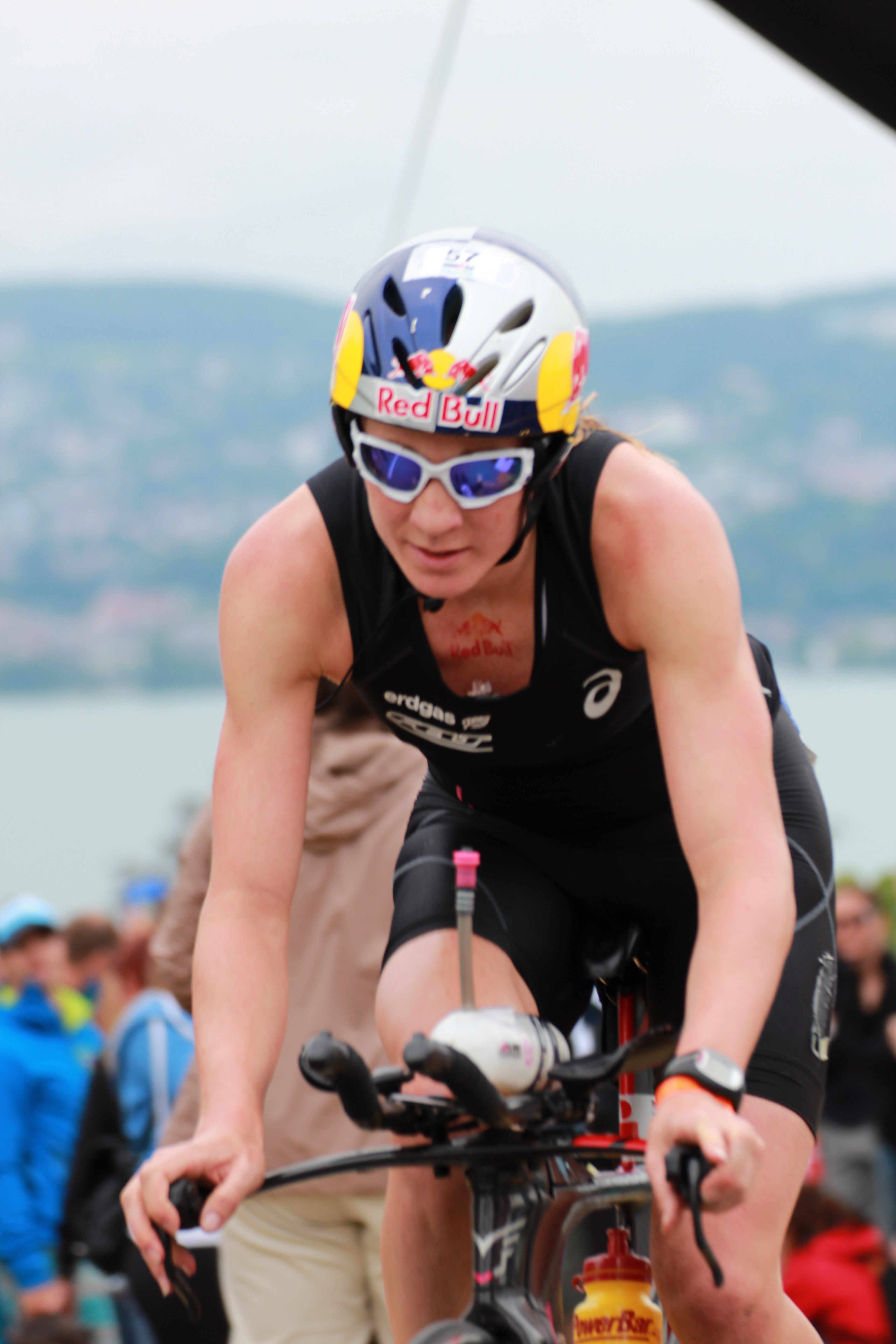
Ironman Switzerland (2014)
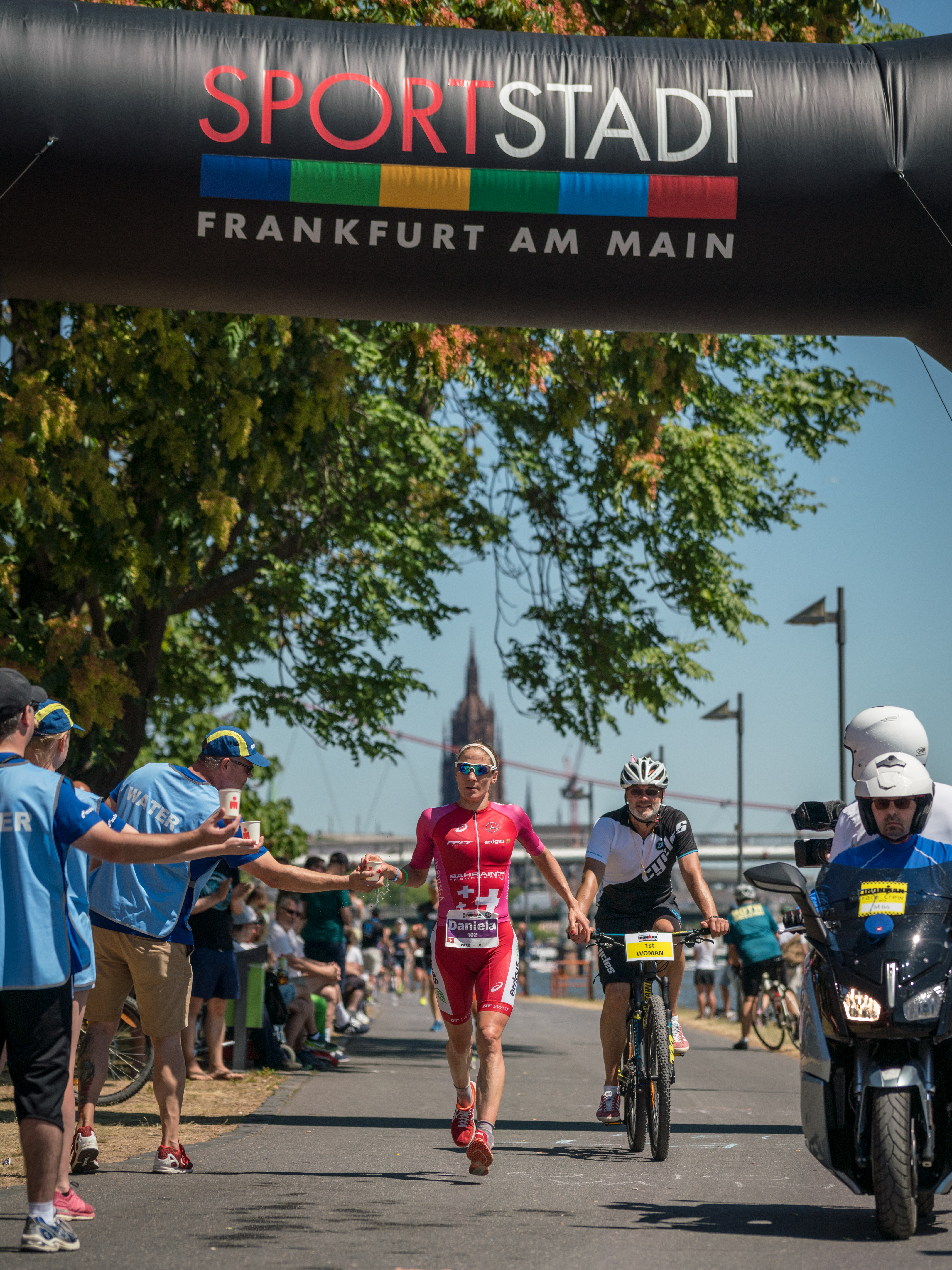
Чемпіонат Європи 2018 на дистанції «Ironman» (Франкфурт-на-Майні).

### Акватлон
| Дата           | Місце | Назва турніру              | Місто   | Час     | Примітки |
| -------------- | ----- | -------------------------- | ------- | ------- | -------- |
| 20 лютого 2005 | 1     | Aquathlon Indoor de Vittel | Віттель | 07:00.0 |          |